# Juan Justo Amaro
Juan Justo Amaro Corrado (* 14. September 1930 in Florida; † 20. Mai 2020 ebenda) war ein uruguayischer Politiker.
Juan Justo Amaro war 1965 Direktor des staatlichen Energieversorgungsunternehmens UTE. Sodann nahm er diese Position auch beim Staatsunternehmen Administración Nacional de Combustibles, Alcohol y Portland (ANCAP) ein.
Amaro, der der Partido Colorado angehört, hatte in der 41., 42. und 43. Legislaturperiode als Vertreter des Departamento Florida erstmals ab dem 15. Februar 1972 mit Unterbrechungen bis zum 14. Februar 1995 ein Titularmandat als Abgeordneter in der Cámara de Representantes inne. Dabei war er Anfang der 1970er Jahre dem Sublema Unión Nacional Reeleccionista (UNReelecc) 22 zugehörig und war nach der Phase der zivil-militärischen Diktatur (1973–1985) im Sublema Batllismo 22 zu verorten. 1988 hatte er in der Abgeordnetenkammer das Amt des Dritten Vizepräsidenten der Kammer inne. In der 41. und 42. Legislaturperiode wechselte er jeweils als stellvertretender Senator in die Cámara de Senadores. 1994 gewann er die Wahl zum Intendente von Florida. Zudem war er bis zu seinem Rücktritt im Jahre 2003 Vorsitzender des staatlichen Wasserversorgungsunternehmens OSE. In der 46. Legislaturperiode übte er ab dem 15. Februar 2005 ein Titularmandat als Senator aus. Er gehörte zu diesem Zeitpunkt dem Sublema Uruguay es Posible der Lista Batlle an.
2010 musste er sich in Zusammenhang mit seiner Tätigkeit bei OSE unter anderem wegen Amtsmissbrauchs vor Gericht verantworten. Sein Sohn Juan Amaro Cedrés war mindestens 2010 ebenfalls Direktor von ANCAP.

## Zeitraum seiner Parlamentszugehörigkeit
- 15. Februar 1972 bis 18. Oktober 1972 (Cámara de Representantes, 41. LP)
- 18. Oktober 1972 bis 5. Januar 1973 (Cámara de Senadores, 41. LP)
- 5. Januar 1973 bis 27. Juni 1973 (Cámara de Representantes, 41. LP)
- 15. Februar 1985 bis 14. Februar 1990 (Cámara de Representantes, 42. LP)
- 3. September 1985 bis 3. Oktober 1985 (Cámara de Senadores, 42. LP)
- 15. Februar 1990 bis 14. Februar 1995 (Cámara de Representantes, 43. LP)
- 15. Februar 2005 bis ? (Cámara de Senadores, 46. LP)